# 世界トップレベル国際研究拠点形成促進プログラム
世界トップレベル国際研究拠点形成促進プログラム（せかいトップレベルこくさいけんきゅうきょてんけいせいそくしんプログラム）は、日本の文部科学省が、平成19年度（2007年度）から「国際研究拠点形成促進事業費補助金」として始めた事業。英称は、World Premier International Research Center (WPI) Initiative。
「第3期科学技術基本計画」と「イノベーション創出総合戦略」に基づき、世界トップレベルの研究拠点を構築することを目指し、支援するのが目的である。日本の競争的研究資金の中でも最大規模のプログラムで、補助金額は1拠点につき5～20億円/年。期間は原則として10年間としている。
審査・評価・管理などの業務は日本学術振興会に委託される。

## 研究不正
名古屋大学のトランスフォーマティブ生命分子研究所では拠点長が責任著者である炭素素材「グラフェンナノリボン」の合成に関する内容に関して、科学誌ネイチャーで発表した論文が撤回された。ネイチャーの発表によると、物質の分子量を調べる「質量分析」の実験結果に不自然な点があった上、基となったデータを確認できなかった。また、それ以外にも2報の論文が撤回され、2報の論文に訂正が出るなど、複数の研究不正が確認され、伊丹は責任著者であり不正行為のあった研究に係る論文等の責任を負う著者として認定された。調査書では伊丹は不正行為が生じたこ とについての監督責任を負う者であり、不正行為を未然に防ぐ、あるいは論文公表前に見出せ なかったことについてその責任は重い。とりわけ責任著者は、経験の乏しい大学院生に正しい 研究姿勢を指導することが期待されていた。研究室主宰 者としての注意義務も怠っている」と報告書にある。
2023年北海道大学の創成研究機構化学反応創成研究拠点（ICReDD：アイクレッド）の教授らが米科学誌に発表した触媒に関する論文をはじめとした計4本の論文に、データの捏造や改ざんが合計836件確認された 

## 採択拠点
平成19年度は全国の大学、大学共同利用機関等22機関から33件の申請があり、プログラム委員会の審査を経て5件が厳選された。平成22年度は全国の大学、大学共同利用機関等9機関から9件の申請があり、プログラム委員会の審査を経て1件が厳選された。平成24年度は全国の大学、大学共同利用機関等13機関から15件の申請があり、プログラム委員会の審査を経て3件が厳選された。平成29年度は全国の大学、大学共同利用機関等から15件の申請があり、プログラム委員会の審査を経て2件が厳選された。平成30年度は全国の大学、大学共同利用機関等から13件の申請があり、プログラム委員会の審査を経て2件が厳選された。
| ホスト機関名               | 拠点名                                               | 拠点長名            | 採択年度   |
| -------------------------- | ---------------------------------------------------- | ------------------- | ---------- |
| 東北大学・海洋研究開発機構 | 変動海洋エコシステム⾼等研究機構（AIMEC）            | 須賀利雄            | 令和5年度  |
| 大阪大学                   | ヒューマン・メタバース疾患研究拠点 （PRIMe）         | 西田幸⼆            | 令和4年度  |
| 広島大学                   | 持続可能性に寄与するキラルノット超物質拠点 （SKCM²） | en:Ivan I. Smalyukh | 令和4年度  |
| 慶應義塾大学               | ヒト生物学‐微生物叢‐量子計算研究センター （Bio2Q）   | 本田賢也            | 令和4年度  |
| 高エネルギー加速器研究機構 | 量子場計測システム国際拠点 （QUP）                   | 羽澄昌史            | 令和3年度  |
| 北海道大学                 | 化学反応創成研究拠点 (ICReDD)                        | 前田理              | 平成30年度 |
| 京都大学                   | ヒト生物学高等研究拠点 (ASHBi)                       | 斎藤通紀            | 平成30年度 |
| 金沢大学                   | ナノ生命科学研究所 (NanoLSI)                         | 福間剛士            | 平成29年度 |
| 東京大学                   | ニューロインテリジェンス国際研究機構 (IRCN)          | ヘンシュ貴雄        | 平成29年度 |
| 筑波大学                   | 国際統合睡眠医科学研究機構 (IIIS)                    | 柳沢正史            | 平成24年度 |
| 東京工業大学               | 東京工業大学地球生命研究所 (ELSI)                    | 関根康人            | 平成24年度 |
| 名古屋大学                 | トランスフォーマティブ生命分子研究所 (ITbM)          | 吉村崇              | 平成24年度 |
| 九州大学                   | カーボンニュートラル・エネルギー国際研究所           | 石原達己            | 平成22年度 |
| 東北大学                   | 東北大学材料科学高等研究所（AIMR）                   | 折茂慎一            | 平成19年度 |
| 東京大学                   | カブリ数物連携宇宙研究機構（Kavli IPMU）             | 横山順一            | 平成19年度 |
| 京都大学                   | 物質-細胞統合システム拠点（iCeMS＝アイセムス）       | 上杉志成            | 平成19年度 |
| 大阪大学                   | 大阪大学免疫学フロンティア研究センター (IFReC)       | 竹田潔              | 平成19年度 |
| 物質・材料研究機構         | 国際ナノアーキテクトニクス研究拠点 (MANA)            | 谷口尚              | 平成19年度 |